# Wereldkampioenschappen synchroonzwemmen 1994
De wereldkampioenschappen synchroonzwemmen 1994 werden van 1 tot en met 11 september 1994 gehouden in Rome, Italië. Het toernooi was onderdeel van de wereldkampioenschappen zwemsporten 1994.

## Medailles
| Onderdeel | Goud | Goud    | Zilver | Zilver  | Brons | Brons   |
| Vrouwen   | Vrouwen | Vrouwen | Vrouwen | Vrouwen | Vrouwen | Vrouwen |
| --------- | --- | ------- | --- | ------- | --- | ------- |
| Solo      | Becky Dyroen-Lancer Verenigde Staten | 191,040 | Fumiko Okuno Japan                                                                                                   | 187,306 | Lisa Alexander Canada                                                                                          | 186,826 |
| Duet      | Becky Dyroen-Lancer Jill Sudduth Verenigde Staten                                                                                           | 187,009 | Fumiko Okuno Miya Tachibana Japan                                                                                    | 186,259 | Lisa Alexander Erin Woodley Canada                                                                             | 186,259 |
| Team      | Verenigde Staten Suzannah Bianco Tammy Cleland Becky Dyroen-Lancer Jill Savery Nathalie Schneyder Heather Simmons Jill Sudduth Margot Thien | 185,883 | Canada Lisa Alexander Janice Bremner Karen Clark Carrie Daguerre Karen Fonteyne Kasia Kulesza Cari Read Erin Woodley | 183,263 | Japan Raika Fujii Akiko Kawase Rei Jimbo Fumiko Okuno Miya Tachibana Kaori Takahashi Miho Takeda Masayo Yajima | 183,215 |

### Medaillespiegel
| Plaats | Land             | Goud | Zilver | Brons | Totaal |
| 1      | Verenigde Staten | 3    | 0      | 0     | 3      |
| 2      | Japan            | 0    | 2      | 1     | 3      |
| 3      | Canada           | 0    | 1      | 2     | 3      |
| Totaal | Totaal           | 3    | 3      | 3     | 9      |